# 朱德旧居 (昆明)
25°03′05″N 102°42′22″E / 25.05139°N 102.70611°E
朱德旧居位于云南省昆明市五华区华山街道红花巷4号和小梅园巷3号。1921年至1922年时任云南省会警察厅厅长的朱德在此居住。
红花巷4号旧居，坐北朝南，中式土木结构四合院式建筑，正房硬山顶，二层，面阔五间，进深二间，檐下有廊；两耳房面阔三间，进深一间；倒座房面阔五间，中间一间设大门，建筑面积380平方米，系昆明地区传统民居。
小梅院巷3号原是红花巷住宅后的空地和破房，后由朱德买下亲自设计、布局，建成一栋中西式砖木结构建筑，二层，设外走廊。楼房后是一高坡，朱德在坡前空地上建成一个小花园，内有假山、水池、草亭、小桥、石径等，池曰“凝香池”，桥曰“渡春桥”，石山上则题有“云岫”、“溅玉”。花园内遍植梅、兰、竹、菊，朱德把它题名为“洁园”。小梅院巷3号故居建筑面积566平方米。
朱德的房屋在1922年朱德离滇后委托给护国军同事李云谷先生代管。中华人民共和国成立后，朱德让李云谷将宅院交付政府。云南省人民政府对其进行维修之后，将今梅园巷3号的部分划归圆通小学作附设幼儿园（现为昆明市韶山小学），今红花巷4号的部分作当地居民委员会的办公用房。1987年12月10日公布为第二批昆明市文物保护单位，1987年公布为云南省文物保护单位。红花巷4号在2001年经修复后开放，2006年起由昆明万能驾校下属记忆文化产业有限公司管理保护，2015年8月开始修缮，次年12月开放，现为五华区文物管理所所在地，加挂“昆明朱德旧居纪念馆”牌子。